# Murg (Bade-Wurtemberg)
Pour les articles homonymes, voir Murg.
Murg est une commune de Bade-Wurtemberg (Allemagne), située dans l'arrondissement de Waldshut, dans le district de Fribourg-en-Brisgau.

## Jumelage
- Mehun-sur-Yèvre (France)

## Quartiers
Le 1er janvier 1973, dans le cadre de la réforme territoriale du Bade-Wurtemberg, les communes précédemment indépendantes de Niederhof, Oberhof et Hänner furent rattachées à Murg.

### Armoiries des anciennes communes
| Murg      | Le quartier Murg est le centre et le siège administratif de la commune. |
| Niederhof | Niederhof                                                               |
| Oberhof   | Oberhof                                                                 |
| Hänner    | Hänner                                                                  |